# Communist Party of India (Marxist-Leninist) (Mahadev Mukherjee)
Communist Party of India (Marxist-Leninist) [Mahadev Mukherjee] är ett kommunistiskt politiskt parti i Indien.
Communist Party of India (Marxist-Leninist) bildades 1969 av All India Coordination Committee of Communist Revolutionaries, som 1967 brutit med Communist Party of India (Marxist). CPI(ML) förespråkade väpnad kamp och fördömde deltagande i parlamentariska val och arbete i massrörelser. Partiets ledare var inledningsvis Charu Majumdar och Kanu Sanyal. 1972 splittrades partiet i två, då Satyanarayan Singh gjorde uppror mot Majumdars sekterism. Mahadev Mukherjees CPI(ML) har sina rötter i den gren som var lojal mot Majumdar. Efter Majumdars död fick Mahadev Mukherjee och Sharma makten över Majumdars lojalister. De hade dock ingen egentlig kontroll över partiorganisationen, och olika delstatsorganisationer började agera som autonoma partier. 1973 kom Majumdars CPI(ML) att splittras i pro- och anti-Lin Biaofraktioner. Mahadev Mukherjees ledde den delen av partiet CPI(ML) som tillhörde pro-Lin Biaofraktionen. Mukherjee blev dock senare utesluten, och det parti han idag leder bildades efter detta. Idag är Mukherjees CPI(ML) en mycket liten gruppering.
Partiet utger tidskrifterna Liberation, Deshabrati (bengali), Lokyudda (hindi) och Era Janda (telugu).